# 蒂永维尔站
蒂永维尔站，是法国的一个铁路车站，位于法国东北部城市蒂永维尔。

## 位置
蒂永维尔站位于蒂永维尔市区的东南部，摩泽尔河右岸。车站大致呈西南-东北走向，开口朝西北。
因历史上蒂永维尔站曾属于德国管辖，因此连接该站的铁路线上的列车均为靠右行驶，与法国本土的列车运行方向相反，且这一习惯一直沿用至今。

## 设施
蒂永维尔站设有人工售票窗口，其开放时间如下：
- 周一至五：7:30~19:30
- 周六：8:30~1830
- 周日及节假日：11:50~19:00

此外，蒂永维尔站还设有自动售票机等设施。

## 停靠线路
以下列车线路在蒂永维尔站停靠：
| 蒂永维尔站列车线路表            |      |                 |                     |              |
| 线路                            | 车种 | 上一站          | 下一站              | 大致运行频率 |
| 巴黎—卢森堡车站                 | TGV  | 梅斯            | 卢森堡              | 每天3趟左右  |
| 马赛—卢森堡                     | TGV  | 梅斯            | 卢森堡              | 每天1趟      |
| 蒙彼利埃—卢森堡                 | TGV  | 梅斯            | 卢森堡              | 每天1趟      |
| 南锡/梅斯/蒂永维尔—卢森堡       | TER  | 于康日/（起点） | 埃唐日格朗德/贝唐堡 | 公交化运营   |
| 沙勒维尔-梅济耶尔/色当—蒂永维尔 | TER  | 阿扬日          | （终点）            | 每天2~4趟    |
| 龙韦/隆圭永—蒂永维尔            | TER  | 阿扬日          | （终点）            | 每天1~2趟    |
| 梅斯—特里尔                     | TER  | 于康日          | 下阿姆              | 每天2趟      |
| 1. 2.                           |      |                 |                     |              |

## 配套交通

### 长途客车
| 停靠蒂永维尔站的大巴车                    |                      | |
| 上下车地点                                | 运营单位             | 主要目的地 |
| 蒂永维尔市区内各地 （页面存档备份，存于） | 摩泽尔省城际客运 TIM | - 49线：梅斯 - 52线：欧梅茨、雷当日 - 70线：沃勒斯拖夫、梅特泽尔维斯、吕唐日 - 106线：卡特农、贝朗累谢尔克 - 107线：莫讷朗、瓦勒德韦斯托夫 - 108线：哈根 - 109线：基尔施诺芒、瓦勒德维斯 - 110线：洛德马克、蒙多尔夫 - 111线：乌德朗讷、比德兰 - 112线：谢尔克莱班、阿帕克、芒德朗、瓦勒德维斯 - 113线：阿尔斯特罗 |
| 蒂永维尔站门口                            | SNCF Car TER         | - 02线：下阿姆、谢尔克莱班、阿帕克、佩尔勒 - 03线：梅特泽尔维斯、昂泽兰、布宗维尔、克勒特兹瓦尔 - 27线：奥丹莱罗芒、隆圭永 - 当某条铁路线施工或罢工时，SNCF可能也会提供途径该线路沿途站点的大巴车 |
| 1. 2. 3. 4. 5.                            |                      | |

### 市内交通
| 蒂永维尔站附近的市内公共交通线路 |                | |
| 公交车站名称                     | 位置           | 停靠线路 |
| Gare SNCF 火车站                 | 蒂永维尔站门口 | - 1路：榆茨-IUT ↔ 丰图瓦-超级购物中心 - 2路：榆茨-IUT ↔ 阿勒格朗日-终点站 - 3路：蒂永维尔-佳境 ↔ 榆茨-活动中心 / 下阿姆-小教堂 - 3d路：榆茨-德吉斯 ↔ 榆茨-蒂永维尔公路 - 4路：蒂永维尔-林克林三号 ↔ 斯图康日-自由 - 28路：蒂永维尔-林克林三号 ↔ 蒂永维尔-圣弗朗索瓦 - 33路：蒂永维尔-福煦 ↔ 盖南日-盖南日村 |
| 1. 2. 3.                         |                | |

### 社会车辆
蒂永维尔站门口设有社会车辆停车场。

## 临近车站
| 蒂永维尔站（Gare de Thionville） |                      |                |
| 上行车站                         | 线路                 | 下行车站       |
| 于康日站                         | 梅斯－祖夫特根铁路   | 埃唐日格朗德站 |
| 阿扬日站                         | 莫恩－蒂永维尔铁路   | （终点）       |
| （起点）                         | 蒂永维尔－阿帕克铁路 | 下阿姆站       |
| - 本表仅显示运营中的线路及车站   |                      |                |